# Vic Chesnutt
James Victor "Vic" Chesnutt (Jacksonville, 12 de novembro de 1964 - Athens, 25 de dezembro de 2009) foi um cantor e compositor norte-americano. Seu primeiro álbum, Little, foi lançado em 1990, mas sua descoberta para o sucesso comercial não veio até 1996, com o lançamento de Sweet Relief II: Gravity of the Situation, um disco de caridade de artistas alternativos fazendo covers de suas canções.
Chesnutt lançou 17 álbuns durante sua carreira, incluindo dois produzidos por Michael Stipe, e um lançamento em 1996 pela Capitol Records, About to Choke. 
As lesões causadas por um acidente de carro em 1983 o deixaram parcialmente paralisado; ele usava uma cadeira de rodas e tinha uso limitado das mãos.

## Morte

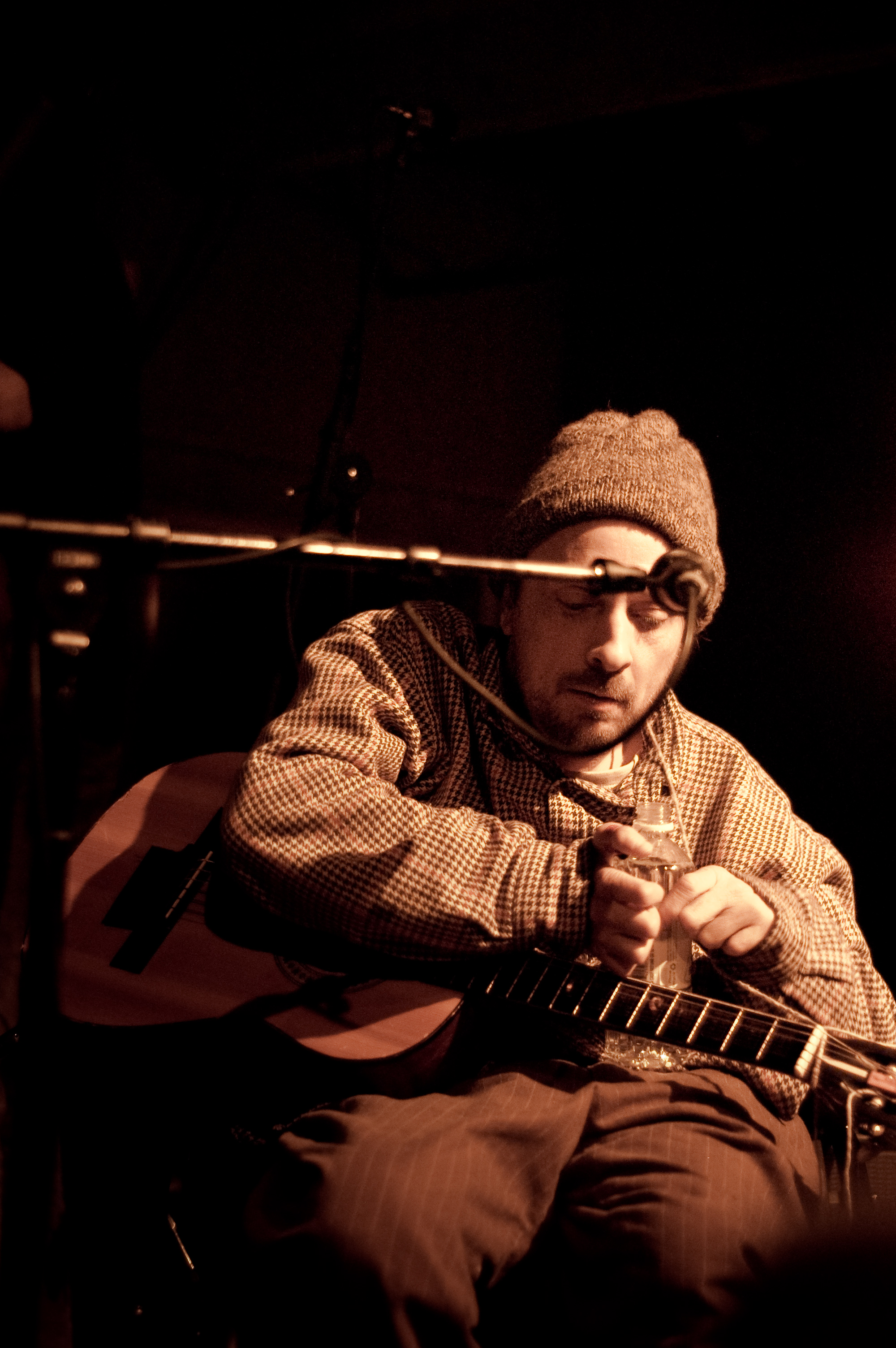
Chesnutt onstage

No dia de Natal, 25 de dezembro de 2009, Chesnutt morreu de uma overdose de relaxantes musculares que o deixou em coma em um hospital de Atenas. Ele tinha 45 anos. Em sua entrevista final, que foi ao ar na National Public Radio 24 dias antes de sua morte, Chesnutt disse que havia "tentado suicídio três ou quatro vezes [antes]. Não funcionou". De acordo com ele na mesma entrevista, por ser "não segurável" devido à sua tetraplegia, ele estava com uma dívida de US$ 50 000 para suas contas médicas e vinha adiando uma cirurgia por um ano ("E, quer dizer, eu só poderia morrer porque eu não tenho dinheiro para voltar lá. Não quero morrer, principalmente porque não tenho dinheiro para ir ao hospital.").

## Discografia
- 1990 Little
- 1991 West of Rome
- 1993 Drunk
- 1995 Is the Actor Happy? (com encarte de Forrest Gander)
- 1996 About to Choke
- 1998 The Salesman and Bernadette
- 2000 Merriment
- 2001 Left to His Own Devices
- 2003 Silver Lake
- 2005 Ghetto Bells
- 2005 Extra Credit EP
- 2007 North Star Deserter
- 2008 Dark Developments (com Elf Power e The Amorphous Strums)
- 2009 Mitte Ende August OST
- 2009 At the Cut
- 2009 Skitter on Take-Off

Com brute.
- 1995 Nine High a Pallet
- 2002 Co-Balt